# Plaça de Sant Jaume (Barcelona)
La plaça de Sant Jaume és el cor administratiu de la ciutat de Barcelona atès que hi ha encarades les seus del Govern de Catalunya (el Palau de la Generalitat de Catalunya) i de l'Ajuntament de Barcelona (la Casa de la Ciutat). Durant la Segona República es va dir oficialment de la República, tot i que el nom popular ha estat sempre de Sant Jaume.

## Història

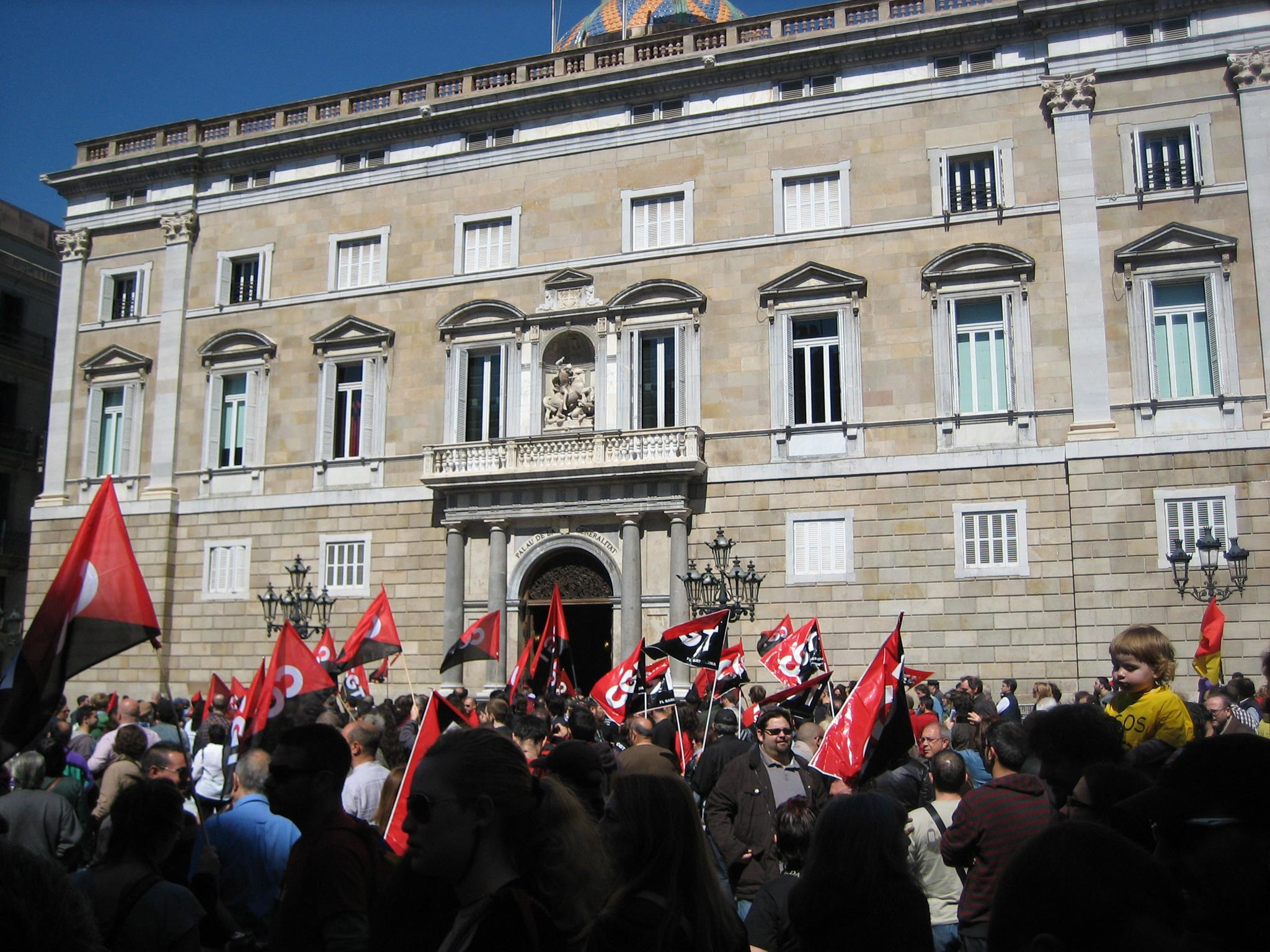
Manifestació obrera a la plaça de Sant Jaume

Antigament era la petita cruïlla que formava la intersecció dels dos eixos viaris que travessaven la ciutat de nord a sud i d'est a oest: el cardo (actuals carrers de la Llibreteria i del Call) i el decumanus (actuals carrers del Bisbe, Ciutat i Regomir), vies principals de la colònia romana de Bàrcino, on hi hagué el fòrum i el temple d'August, del qual se'n conserven quatre columnes al cim del mont Tàber, al carrer del Paradís.
Ja existia l'any 1261, quan hi donava al davant l'església de Sant Jaume, establerta el 1057. Al segle xiv s'hi afegí un porxo en el qual s'ajuntaven els consellers de la ciutat quan havien d'assistir corporativament a un acte públic, abans de comprar les cases que serien la futura seu de la institució, al veí carrer de la Ciutat. L'any 1598 es va resoldre engrandir el Palau de la Generalitat fins a la placeta que donava al porxo.
L'any 1823, l'Ajuntament acordà enderrocar l'església i altres edificis annexos (el fossar, les cases de la Batllia General i de la Cort del Veguer) per a formar una gran plaça, que s'obrí el 1840. Es construí aleshores la nova façana de la Casa de la Ciutat, sobre la nova plaça, que rebé el nom oficial de plaça de la Constitució, que ha figurat en una placa a la façana de la Casa de la Ciutat, fins a la seva retirada l'any 2013.
Durant el segle xix, tres feiners per setmana s'hi instal·laven Els Encants Vells.

## Plaça castellera

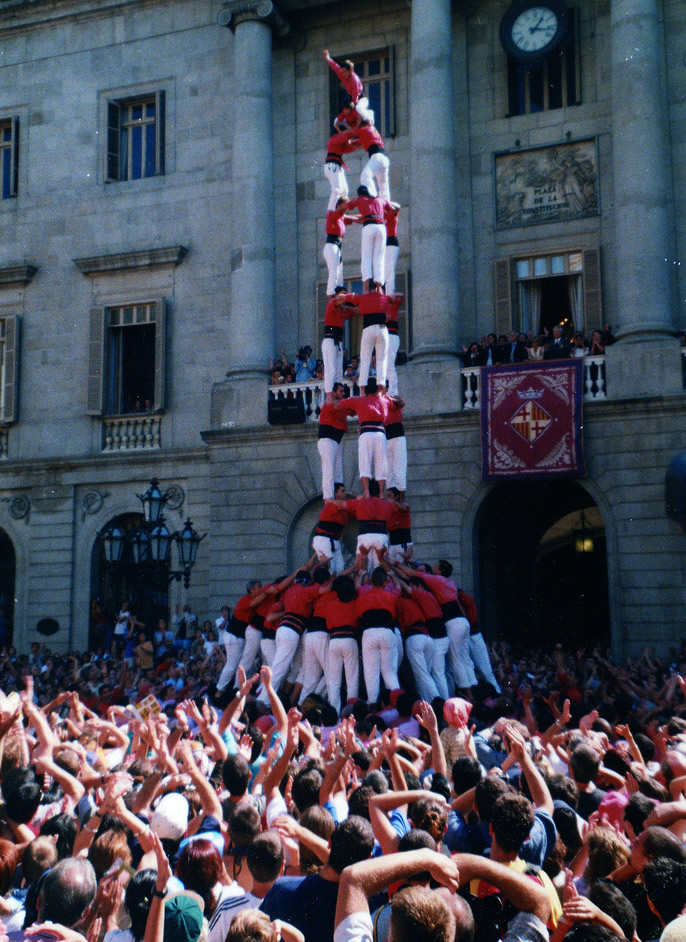
La plaça de Sant Jaume és una plaça castellera important, sobretot per les diades que se celebren durant les festes de la Mercè. A la foto 3 de 9 amb folre dels Castellers de Barcelona (2001).

És sens dubte la plaça castellera més important de la ciutat de Barcelona. Tot i fer-se castells al segle xix, la plaça va rebre un fort impuls a partir del naixement de la colla de la ciutat el 1969. Des d'aleshores Sant Jaume, com a plaça on està l'ajuntament de la ciutat, és la plaça més important de la colla, lloc on actua entre d'altres per l'aniversari de la colla i per Santa Eulàlia i la Mercè, actuació on els Castellers de Barcelona acostumen a descarregar els seus millors castells.
El primer castell de nou pisos que s'hi va fer el va realitzar la Colla Joves Xiquets de Valls l'any 1994. Després, en aquell mateix any, els Minyons de Terrassa van fer-hi el primer castell de gamma extra, el 2 de 9 amb folre i manilles, castell que era el segon de gamma extra assolit en tot el segle xx. El 1995, novament els Minyons de Terrassa, van fer-hi el 5 de 9 amb folre, un gamma extra fins aleshores mai vist en tot el segle xx.

## Intervencions arqueològiques
El 2004 es va dur a terme una intervenció arqueològica al carrer del Bisbe i a la plaça de Sant Jaume consistent en el seguiment de l'obertura de rases per a documentar la possible presència de restes arqueològiques, la qual va concloure amb resultats positius, donada la descoberta de les restes de dos murs, situats al subsòl de les Cases dels Canonges, el primer, i al carrer de la Pietat, el segon. La primera d'aquestes estructures era bastida amb pedres de talla petita i mitjana i algun fragment de marbre i ceràmica, lligat amb morter de calç blanc molt endurit. La part visible tenia unes mesures màximes de 0,94 m de llargària, 0,56 m d'amplada i 0,29 m de fondària. Del segon mur, la part observable tenia una llargària de 0,68 m, una amplada de 0,60 m i una profunditat de 0,23 m Era bastit amb pedres de mida mitjana lligades amb morter molt endurit de color taronja. No es va conèixer els límits inferior i oest, ja que estaven tallats per una línia de telefonia.
Tant per una estructura com per l'altra, la inexistència de material i de nivells arqueològics associats no va fer possible atorgar una datació a les restes trobades. A més, el fet de tractar-se d'una localització parcial d'estructures aïllades i en no disposar d'informació a les fonts documentals negà la possibilitat de deduir en quin conjunt històric s'havia d'inscriure aquestes restes. Posteriorment a la seva excavació es va procedir a protegir amb geotèxtil i sauló per tal de poder continuar les obres.